# Джошуа Бриланте
Джошуа Бриланте (на английски: Joshua Brillante) е австралийски футболист от италиански произход, полузащитник, който играе за Сидни. Бриланте притежава двойно гражданство, поради италианските си корени.

## Кариера
Бриланте прави дебют в австралийската А-Лига в мач срещу отбора на Норт Куинсленд Фъри. След разпада на Голд Коуст, през 2012 г. преминава в Нюкасъл Джетс. Две години по-късно е привлечен в италианския Фиорентина. Първият му мач за клуба е срещу Рома в първия кръг на сезон 2014/15. През януари 2015 г. е преотстъпен на Емполи. След края на сезона, подписва нов договор и се присъединява под наем към Комо. Сделката се осъществява на 28 август 2015 г. и до края на сезона. Дебютира в Серия Б срещу Ливорно на 12 септември.